# Otto von Helversen
Otto von Helversen est un zoologiste allemand, né en 1943 et mort en 2009, spécialiste reconnu de chiroptérologie.

## Biographie
Fils d'un diplomate, il vit d'abord à Munich, puis va à l'école à Wiesbaden. À partir de 1962, il étudie à l'université de Mayence, de Tübingen et de Fribourg-en-Brisgau, la biologie et les mathématiques. Il effectue à Fribourg un travail de diplôme sur les abeilles qu'il termine en 1970, puis réalise une thèse de doctorat sur les abeilles, sous la direction de Bernhard Hassenstein, qu'il défend en 1979. Il est assistant de recherche dans le laboratoire de Hassenstein à partir de cette date, et rejoint le département de zoologie de l'université Friedrich-Alexander d'Erlangen-Nuremberg où il reste jusqu'en 2008.

## Recherche
Otto von Helversen a étudié la communication chez les insectes, ainsi que le comportement et l'écologie des chauves-souris. Son groupe de recherche décrit en 2001 une espèce de chauves-souris nouvelle en Europe, le Murin d'Alcathoé (Myotis alcathoe). Helversen découvre également, avec ses collègues, que les chauves-souris perçoivent les ultraviolets des fleurs.